# Леград
Ле́град (хорв. Legrad) — община с центром в одноимённом посёлке на севере Хорватии, в  Копривницко-Крижевацкой жупании. Население — 925 человек в самом посёлке и 2185 человек во всей общине (2011). Подавляющее большинство населения — хорваты (98 %). В состав общины, кроме Леграда, входят ещё 6 деревень.
Леград находится в 18 км к северу от Копривницы. Посёлок стоит на правом берегу Дравы рядом с местом, где в Драву впадает её крупнейший приток Мура. По Драве в данном месте проходит венгерско-хорватская граница, но мост и пограничный переход в Леграде отсутствуют. По венгерскому берегу Дравы проходит железная дорога, а станция, находящаяся напротив Леграда, долгое время также называлась Леград, несмотря на отсутствие пограничного перехода, но в настоящее время она переименована в Эртилош. В двух километрах от посёлка проходит шоссе D20 Дрне — Прелог — Чаковец.
Территория общины расположена на плодородной Подравинской низменности, посёлок Леград окружён сельскохозяйственными угодьями, большинство жителей занято в сельском хозяйстве.
Леград впервые упомянут в 1384 году. В начале XVI века стал собственностью семьи Зринских, во второй половине XVI века на короткое время оказался под турецким владением. В 1661 году неподалёку от Леграда бан Хорватии Николай Зринский выстроил замок Нови-Зрин с целью сдерживать турецкие нападения. Во время Австро-турецкой войны 1663—1664 годов Нови-Зрин пал после турецкой осады, а по итогам подписанного Вашварского мира был разрушен.
В конце XVII — начале XVIII веков Леград был одним из наиболее важных и крупнейших населённых пунктов региона с населением около 3000 жителей. В 1710 году был разрушен наводнением на Драве, после чего был перенесён на высокий холм на правом берегу Дравы, однако былое значение ему так и не удалось восстановить. В 1784 году в посёлке была построена барочная церковь Пресвятой Троицы, сохранившаяся до нашего времени.